# 查斯頓峰
查斯頓峰（英語：Chastain Peak）是南極洲的山峰，座標85°10′S 94°35′W，位於埃爾斯沃思地，處於蒂爾山脈西側，海拔高度2,255米（7,400英尺），美國地質調查局測量該山峰，現時由南極條約體系管理。